# Amistad (Teksas)
Amistad – jednostka osadnicza w Stanach Zjednoczonych, w stanie Teksas, w hrabstwie Val Verde.